# Valor de troca
Para o marxismo, valor de troca é medido através do tempo de trabalho socialmente necessário, ou seja, o tempo padrão para produzir uma mercadoria; o que possibilitará a troca, por exemplo, de uma mesa por um travesseiro (diferentes quanto ao seu valor de uso) desde que o tempo de trabalho social desses produtos tenha sido o mesmo (equivalentes quanto ao seu valor de troca). Nos processos de troca de mercadorias, podemos observar produtos qualitativamente distintos, ou seja, com utilidades diferentes, sendo trocados; o valor de troca normalmente não é percebido.
Nos primeiros capítulos de O Capital (Das Kapital), Marx traça um breve sumário do desenvolvimento das formas de trocas comerciais, começando com escambo e trocas simples, e terminando com mercadorias capitalisticamente produzidas. Este esboço do processo de mercantilização mostra que as formas das mercadorias não são fixas de uma vez por todas, mas de fato passam por desenvolvimento enquanto o comércio se torna mais sofisticado, com o resultado sendo que o valor de troca das mercadorias pode ser expresso simplesmente em quantidade (teórica) de dinheiro (um preço em dinheiro).[carece de fontes?]
Entretanto a transformação de um produto de trabalho em  mercadoria (sua "mercantilização") não é em realidade um processo simples, mas tem muitas precondições técnicas e socias. Frequentemente isto inclui:
- a existência de uma oferta confiável de um produto, ou pelo menos um excedente ou excedente de produção.
- a existência de uma necessidade social  (uma demanda de mercado) que precisa ser resolvida através do comércio ou que  não possa ser atendida de outra forma.
- a afirmação legalmente sancionada do direito à propriedade privada da mercadoria.
- o reforço destes direitos, de tal maneira que a propriedade é assegurada.
- a possibilidade da transferência destes direitos privados   de um dono para outro.
- a possibilidade da transferência física da mercadoria de um dono para outro.
- a imposição de exclusividade de acesso à mercadoria.
- a possibilidade de um proprietário usar ou consumir o produto privadamente.
- garantias quanto à qualidade e à segurança da mercadoria e, possivelmente uma garantia de substituição ou serviço, caso este deixe de funcionar como pretendido.[carece de fontes?]

Em termos absolutos, o valor de troca de um bem pode ser medido em termos da quantidade média de horas de trabalho necessárias para produzi-lo. Por contraste, o preço do bem é normalmente medido em unidades monetárias.[carece de fontes?]